# Kurbangozel Alijeva
Kurbangozel Alijeva (ryska: Курбангозель Алиева), född 1908, död efter 1975, var en sovjetisk-turkmensk politiker (kommunist).
Hon var under yrkeskarriären  folkkommissarie för social trygghet i Turkmenska SSR, förste sekreterare i Asjgabats stadskommitté för kommunistpartiet i Turkmenistan (1938–1941), sekreterare i centralkommittén för kommunistpartiet i Turkmenistan, minister för lätt industri i turkmenska SSR samt vice ordförande av Turkmenska ekonomiska råd. 